# Emma Tirelli
Emma Tirelli (auch: Marie-Jeanne de Notre-Dame des Douleurs; * 11. April 1886 in Parma; † 28. September 1957 in La Seyne-sur-Mer) war eine italienische Kamaldulenserin und Äbtissin, die überwiegend in Frankreich wirkte. 

## Leben und Werk

### Eine italienische Kamaldulenserin in Frankreich
Emma Tirelli, die aus großbürgerlichen Verhältnissen Italiens stammte, entwickelte ab 1901 eine Verehrung für das katholische Frankreich, das unter dem laizistischen Staat zu leiden hatte, und lernte Französisch. Sie trat in das 1911 gegründete kamaldulensische Frauenkloster Poppi ein und stieg dort rasch zur Novizenmeisterin und schließlich zur Äbtissin auf. Der Eintritt einer französischen Postulantin reaktivierte in ihr die Sehnsucht nach Frankreich. 1925 schickte sie eine Vorhut von vier Schwestern nach La Seyne-sur-Mer bei Toulon und kam im Sommer 1926 selbst nach, um die Leitung des Klosters Clos Bethléem zu übernehmen (heute: 378 avenue J.-B. Ivaldi, mit Rita-Kapelle). Gründungsbischof war Félix Guillibert (1842–1926), der aber noch vor ihrem Eintreffen starb.

### Gründung in Polen. Bau eines Marienheiligtums in La Seyne-sur-Mer
Die heiligmäßige Ausstrahlung der Äbtissin zog Berufungen an, unter anderem aus Polen, und es kam 1949 in Polen zur Gründung von Kloster Schlötzau. In Erfüllung eines Gelübdes, das sie während der verheerenden Bombardierungen der Bucht von Toulon in den Jahren 1943–1944 getan hatte, wurde von 1951 bis 1954 mit Unterstützung durch Bischof Auguste Joseph Gaudel (1941–1960) im Klosterbereich ein Marienheiligtum gebaut, das sich rasch zum Wallfahrtsort entwickelte: Sanctuaire du coeur douloureux et immaculé de Marie (Heiligtum des unbefleckten schmerzenden Herzens Mariens). Dem unbefleckten schmerzenden Herzen Mariens weihte 1965 Bischof Gilles Barthe das gesamte Bistum Fréjus-Toulon (2008 von Bischof Dominique Rey feierlich bekräftigt).

### Tod. Fortleben des Klosters bis 2018
1957 starb Äbtissin Marie-Jeanne de Notre-Dame des Douleurs (Maria Johanna von der Schmerzensmutter) nach dreißigjährigem Wirken in Frankreich im Alter von 71 Jahren. Ihre Nachfolgerin sollte ebenfalls 30 Jahre wirken. Die Schwestern gaben von 1959 bis 2017 235 Nummern einer Zeitschrift heraus mit dem Titel L’Appel du coeur douloureux et immaculé de Marie. Revue mariale trimestrielle. Organe du Sanctuaire du coeur douloureux et immaculé. Als das französische Kloster anfing, unter Überalterung zu leiden, schickte Schlötzau 1990 drei Nonnen als Hilfe, doch war es nicht auf Dauer zu stabilisieren und musste 2018 aufgelöst werden.

## Werke
- Notes de spiritualité, hrsg. von Louis Colin (1884–1973). Clos Bethléem, La Seyne-sur-Mer 1965 (mit Vorwort von Bischof Barthe).